# Pterocryptis inusitata
Pterocryptis inusitata es una especie de peces de la familia Siluridae en el orden de los Siluriformes.

## Morfología
• Los machos pueden llegar alcanzar los 19,7 cm de longitud total.

## Distribución geográfica
Se encuentra en Laos.